# Almondir de Córdova
Almondir (em árabe: المنذر; romaniz.: al-Mundhir; Córdova, c. 842 – 888) foi o emir de Córdova entre 886 e 888. Foi um membro da dinastia omíada do Alandalus (a Hispânia islâmica) e filho do emir anterior, Maomé I.

## Primeiros anos
Nascido em Córdova durante o reinado de seu pai, ele comandou operações militares contra os reinos cristãos vizinhos e contra as rebeliões dos muladis.[carece de fontes?]
Em 865, Almondir liderou a parcialmente fracassada campanha contra o rei Ordonho I das Astúrias, no vale do rio Douro. No caminho de volta à capital do emirado ele derrotou, em Burgos, Rodrigo, conde de Castela, avançando a fronteira do emirado ainda mais para o norte da Península Ibérica. Ele também tentou conquistar o Reino de Leão, mas foi derrotado em 878 em Valdemora pelo rei Afonso III das Astúrias.[carece de fontes?]
Almondir lançou uma expedição contra a família muladi Banu Cassi, que havia se aliado com Afonso III, mas foi também derrotado em 883. No ano seguinte, ele conseguiu expulsar o emir rebelde ibne Maruane de Badajoz.[carece de fontes?]

## Reinado
Em 886, com a morte de seu pai, ele herdou o trono de Córdova. Durante os dois anos de seu reinado, Almondir continuou a lutar contra o rebelde Omar ibne Hafeçune. Ele morreu em 888, em Bobastro, provavelmente assassinado por seu irmão e sucessor Abdalá.

## Relações familiares
Foi filho de Maomé I de Córdova (823–886) e de Ushar. Do seu casamento com uma senhora cujo nome não esta registado foi pai de:
1. Abedalá ibne Maomé de Córdova que vira a casar com Zaíde ibne Abedalá (Córdova entre 882 e 890 - 950)[necessário esclarecer] [4][5][6][7] ou também Zaíde ibne Alá foi um príncipe do Reino de Pamplona e figura da nobreza moura da Península Ibérica da cidade de Córdova. Tinha a sua origem paterna na linhagem dos Omíadas de Córdova, iniciada pelo fundador do clã dos Omíadas e que viveu entre 540 e 580.[8]